# ديفيد تابان
ديفيد تابان (بالإنجليزية: David Tappan)‏ هو عالم عقيدة ومدرس أمريكي، ولد في 21 أبريل 1752، وتوفي في 27 أغسطس 1803.